# Grand Prix Formule 1 van Groot-Brittannië 1952
De Grand Prix Formule 1 van Groot-Brittannië 1952 werd gehouden op 19 juli op het circuit van Silverstone. Het was de vijfde race van het seizoen.

## Uitslag
| Pos. | Nr. | Coureur              | Constructeur          | Rondes | Tijd / Oorzaak uitval | Grid | Punten |
| ---- | --- | -------------------- | --------------------- | ------ | --------------------- | ---- | ------ |
| 1    | 15  | Alberto Ascari       | Ferrari               | 85     | 2:46:11               | 2    | 9S     |
| 2    | 17  | Piero Taruffi        | Ferrari               | 84     | +1 Ronde              | 3    | 6      |
| 3    | 9   | Mike Hawthorn        | Cooper-Bristol        | 83     | +2 Rondes             | 7    | 4      |
| 4    | 6   | Dennis Poore         | Connaught-Lea-Francis | 83     | +2 Rondes             | 8    | 3      |
| 5    | 5   | Eric Thompson        | Connaught-Lea-Francis | 82     | +3 Rondes             | 9    | 2      |
| 6    | 16  | Nino Farina          | Ferrari               | 82     | +3 Rondes             | 1    |        |
| 7    | 8   | Reg Parnell          | Cooper-Bristol        | 82     | +3 Rondes             | 6    |        |
| 8    | 14  | Roy Salvadori        | Ferrari               | 82     | +3 Rondes             | 19   |        |
| 9    | 4   | Ken Downing          | Connaught-Lea-Francis | 82     | +3 Rondes             | 5    |        |
| 10   | 21  | Peter Whitehead      | Ferrari               | 81     | +4 Rondes             | 20   |        |
| 11   | 26  | Prince Bira          | Gordini               | 81     | +4 Rondes             | 10   |        |
| 12   | 1   | Graham Whitehead     | Alta                  | 80     | +5 Rondes             | 12   |        |
| 13   | 19  | Rudolf Fischer       | Ferrari               | 80     | +5 Rondes             | 15   |        |
| 14   | 27  | Johnny Claes         | Simca-Gordini-Gordini | 79     | +6 Rondes             | 23   |        |
| 15   | 31  | Lance Macklin        | HWM-Alta              | 79     | +6 Rondes             | 29   |        |
| 16   | 3   | Kenneth McAlpine     | Connaught-Lea-Francis | 79     | +6 Rondes             | 17   |        |
| 17   | 33  | Harry Schell         | Maserati              | 78     | +7 Rondes             | 32   |        |
| 18   | 34  | Gino Bianco          | Maserati              | 77     | +8 Rondes             | 28   |        |
| 19   | 32  | Toulo de Graffenried | Maserati              | 76     | +9 Rondes             | 31   |        |
| 20   | 10  | Eric Brandon         | Cooper-Bristol        | 76     | +9 Rondes             | 18   |        |
| 21   | 23  | Tony Crook           | Frazer-Nash-Bristol   | 75     | +10 Rondes            | 25   |        |
| 22   | 11  | Alan Brown           | Cooper-Bristol        | 69     | +16 Rondes            | 13   |        |
| NF   | 29  | Peter Collins        | HWM-Alta              | 73     | Ontsteking            | 14   |        |
| NF   | 30  | Duncan Hamilton      | HWM-Alta              | 44     | Motor                 | 11   |        |
| NF   | 12  | Stirling Moss        | ERA-Bristol           | 36     | Motor                 | 16   |        |
| NF   | 25  | Maurice Trintignant  | Gordini               | 21     | Versnellingsbak       | 21   |        |
| NF   | 28  | Tony Gaze            | HWM-Alta              | 19     | Motor                 | 26   |        |
| NF   | 7   | David Murray         | Cooper-Bristol        | 14     | Motor                 | 22   |        |
| NF   | 24  | Robert Manzon        | Gordini               | 9      | Koppeling             | 4    |        |
| NF   | 20  | Peter Hirt           | Ferrari               | 3      | Remmen                | 24   |        |
| NF   | 35  | Eitel Cantoni        | Maserati              | 0      | Remmen                | 27   |        |
| NS   | 2   | Bill Aston           | Aston Butterworth     | 0      | Niet gestart          |      |        |

## Noot
- Dit was het debuut voor de Britse coureurs Ken Downing, Dennis Poore, Eric Thompson, Graham Whitehead, Kenneth McAlpine, Roy Salvadori, Tony Crook en Bill Aston; de Uruguayaanse coureur Eitel Cantoni - de eerste Uruguayaan in Formule 1 - en de Braziliaanse coureur Gino Bianco.
- Dit was de vijfde Grand Prix-winst voor Alberto Ascari.
- Eerste podiumplaats voor Mike Hawthorn.
- Dit was de derde opeenvolgende Grand Prix-winst voor Alberto Ascari en daarmee vestigde hij een nieuw record, en verbrak hij het record van Juan Manuel Fangio (2), gevestigd tijdens de Grote Prijs van Frankrijk van 1950.

1926 · 1927 · 1948 · 1949 · 1950 · 1951 · 1952 · 1953 · 1954 · 1955 · 1956 · 1957 · 1958 · 1959 · 1960 · 1961 · 1962 · 1963 · 1964 · 1965 · 1966 · 1967 · 1968 · 1969 · 1970 · 1971 · 1972 · 1973 · 1974 · 1975 · 1976 · 1977 · 1978 · 1979 · 1980 · 1981 · 1982 · 1983 · 1984 · 1985 · 1986 · 1987 · 1988 · 1989 · 1990 · 1991 · 1992 · 1993 · 1994 · 1995 · 1996 · 1997 · 1998 · 1999 · 2000 · 2001 · 2002 · 2003 · 2004 · 2005 · 2006 · 2007 · 2008 · 2009 · 2010 · 2011 · 2012 · 2013 · 2014 · 2015 · 2016 · 2017 · 2018 · 2019 · 2020 · 2021 · 2022 · 2023 · 2024 · 2025 · 2026 · 2027 · 2028 · 2029 · 2030 · 2031 · 2032 · 2033 · 2034